# 仲邑菫
仲邑 菫（なかむら すみれ、2009年3月2日 - ）は、韓国棋院所属の囲碁棋士（客員）、四段。東京都生まれ大阪府出身。仲邑信也九段門下。
史上最年少（13歳11か月）でタイトル獲得（女流棋聖）。日本棋院の英才特別採用推薦棋士第1号として10歳0か月でプロ入り。最年少棋聖戦Cリーグ入り、最年少タイトル挑戦など多くの最年少記録を有する。
師匠の仲邑信也は父親であり、母親の妹である叔母は辰己茜である。母親は元囲碁インストラクターでもある。

## 来歴

### プロ入りまで
2009年（平成21年）3月2日、東京都で生まれる。3歳で囲碁を覚え、3歳7か月でアマ囲碁大会に初出場した。
2014年4月、父・仲邑信也の関西総本部への移籍に伴い大阪に住むことになる。大阪市内の小学校に通学しつつ、5歳の時に、関西アマ女流囲碁名人戦Bクラスで優勝し、6歳時には、未就学児の大会である第4回渡辺和代キッズカップに優勝した。
2017年4月から12月まで8歳で関西棋院の院生となるも、実力に伸び悩み、そのために、母と週末に韓国と日本を往復する形で韓国で囲碁を学んでいた。
その後、2018年1月に一家でソウル市に引っ越し、韓鐘振囲碁道場で修業し、同年5月には韓国棋院のプロ候補生である研究生になった。2018年7月には、パンダネットが開催するネット碁のアマチュア女流棋戦「パンダネットレディース囲碁トーナメント」で9歳にして優勝。
日本棋院が「囲碁世界戦で優勝するなど、目標達成のために棋戦に参加し、最高レベルの教育・訓練を受けることが出来る者」をプロ棋士として採用する「英才特別採用推薦棋士」制度を創設したのに伴い、石井邦生九段・三村智保九段による推薦を受けて、2018年12月に張栩九段との試験対局が行われた（結果は逆コミ6目で持碁）。日本棋院の現役７大タイトル保持者及びナショナルチーム監督等による審査を経て、2019年1月5日（この日は日本棋院が「囲碁の日」と制定している）にプロ入りが発表された。井山裕太九段との記念対局が行われ打ち掛けとなったが、井山は「自分の方が途中までハッキリ苦しい展開だった」「自分が9歳の時とは比べものにならないくらい強い」と評した。韓国の崔精九段、曺薫鉉九段、台湾の黒嘉嘉七段との記念対局も行われ、結果は敗れたもののその実力に対し国内外から多くの称賛を受けた。

### プロ入り後

#### 2019年
2019年（平成31年）4月1日に入段し、日本棋院に所属する棋士のプロ入り最年少記録（10歳0か月）となった。4月22日、同期である大森らん初段とプロデビュー戦を行い敗れる。なお、日本におけるプロ公式戦デビューの最年少記録（10歳1カ月）（当時）となった。4月28日、日本棋院関西本部で行われた非公式戦の第2回若竹杯1回戦では種村小百合二段に勝利、2回戦では同門の村松大樹六段に一時は優勢となるものの敗れた。7月8日に日本棋院関西総本部で行われた、自身公式戦2戦目となる第23期ドコモ杯女流棋聖戦予選Bでは田中智恵子四段に勝利してプロ公式戦最年少勝利（10歳4か月）を記録。また、8月5日、公式戦3戦目となる同棋戦予選Aでも金賢貞四段に勝利し、本戦に進出。女流5棋戦（2019年現在）における、最年少での本戦進出（10歳5か月）とプロ入りからの本戦進出最短記録（4か月4日）も樹立した。対男性棋士の初対局は9月16日に行われた第59期十段戦予選Cの対古田直義四段で、ここでも勝利。その後も順調に白星を重ねた。特に男性棋士に成績が良く、12月12日の第59期十段戦予選Bで小松大樹三段に敗れるまでは対男性棋士で負けなしの7連勝を記録した。
11月26日には「英才枠」の名に恥じない活躍をしたとして、日本囲碁ジャーナリストクラブ賞を受賞。2019年の通算成績は17勝7敗で、同期入段の13人の中では最多勝利・最高勝率であった。仲邑本人はこの成績について「今年は思ったよりも勝てた」「来年はもっと強くなりたい」などと語った。

#### 2020年
2020年は、第5回扇興杯では本戦に進出（1回戦で上野愛咲美女流本因坊に敗退）。第24期女流棋聖戦でも本戦に進出し、1回戦で上野梨紗初段に勝利、本戦最年少勝利記録（11歳7ヶ月）と同時に史上最年少対局（二者の年齢を足して25歳10か月）となった。本戦2回戦で青木喜久代八段に敗退。2020年の年間成績は21勝17敗。

#### 2021年
2021年1月1日付で、「強い棋士やライバルがたくさんいる」ことなどを理由に、中学校進学を機に関西総本部から東京本院に移籍。3月15日、昇段条件の通算30勝目（女流棋戦を除く）を挙げ、史上最年少（12歳0か月）の二段昇段を決めた。3月、女流ティーンエージャー棋士トーナメント戦（非公式戦）優勝。4月、米フォーブス誌による2021年「30 UNDER 30 ASIA」に選出。第8期女流立葵杯では本戦ベスト4進出、史上最年少（12歳1か月）での棋戦ベスト4となった。
5月6日、第46期棋聖戦のファーストトーナメント予選を制しCリーグ進出を果たす。同46期にCリーグ入りを決めた福岡航太朗の15歳4か月を大幅に更新する最年少（12歳2か月）でのCリーグ入りであり、女流棋士としては鈴木歩、謝依旻、上野愛咲美、藤沢里菜に次ぐ歴代5人目のCリーグ進出となった。また、5月6日当時の年間成績22勝2敗は日本棋院棋士の中で最高勝数・最高勝率であり、3月18日から5月13日にかけては公式戦13連勝を記録した。リーグ戦では0勝3敗で降格と苦い結果に終わった。第40期女流本因坊戦・第6回扇興杯・第25期女流棋聖戦では本戦ベスト8まで進出。世界戦では、第4回呉清源杯世界女子囲碁選手権1回戦で第1回大会優勝の金彩瑛に勝利し、2回戦進出。
2021年の年間成績は43勝18敗で、勝利数は日本棋院第3位、対局数61は同4位、13連勝は同2位タイであった。同年の棋道賞新人賞を受賞。七大タイトル賞金ランキング女性5位。

#### 2022年
2022年3月、第1回議政府国際囲碁新鋭団体戦に日本チームの一員として参加し2勝1敗の成績を挙げた。また、第33期博多・カマチ杯女流名人戦では、予選から勝ち抜きリーグ入りを果たすと、上野愛咲美女流棋聖、謝依旻名誉女流名人を破るなど5勝1敗の成績で挑戦手合進出を決め、史上最年少のタイトル挑戦となった（挑戦権獲得13歳0か月、タイトル戦出場13歳1か月）。藤沢里菜女流名人との三番勝負は2連敗で女流タイトル奪取はならなかった。6月6日、公式戦通算100勝を史上最年少（13年3カ月）で達成。
7月、第7回扇興杯では準決勝で藤沢里菜を破り決勝に進出、決勝では牛栄子四段に敗れ準優勝となり女流タイトル獲得を逃した。第41期女流本因坊戦では本戦ベスト4。8月、非公式若手棋戦の第3回ディスカバリー杯では、本戦最終戦で前回優勝の三浦太郎二段を破り優勝。また、第9回中国女子乙級リーグに参戦し5勝2敗の成績を挙げた。10月14日、二段昇段後40勝（女流棋戦を除く）により三段に昇段。13歳7ヶ月での三段昇段は趙治勲の13歳4カ月に次ぐ史上2番目の年少記録であり、女流棋士では謝依旻の16歳4カ月を抜いて最年少記録。さらに、ワイルドカードで出場したメジャー国際棋戦三星火災杯世界囲碁マスターズでは、1回戦で権孝珍に中押し勝ちしてベスト16入りし、年齢制限のない男女混合の世界戦で日本の女性棋士として初めて勝利。2回戦では李炯珍に敗北。12月、第26期ドコモ杯女流棋聖戦では挑戦者決定戦で藤沢里菜に中押勝ちし、挑戦手合への進出を決めた。
2022年の年間成績は48勝22敗で、勝利数は日本棋院第3位、対局数70は同3位。

#### 2023年
2月、第26期ドコモ杯女流棋聖戦挑戦手合三番勝負では2勝1敗で上野愛咲美女流棋聖を破り、史上最年少でタイトル獲得（13歳11か月）。
9月、韓国棋院に客員棋士として移籍することが発表された。海外に移籍する日本人棋士は初である。

#### 2024年
2月、第27期女流棋聖挑戦手合では上野梨紗に敗れ失冠。

### 韓国移籍後

#### 2024年
3月に韓国棋院移籍後、初の公式戦はソパルコサノル最高棋士決定戦の本戦リーグで、スポンサー推薦でシード枠を得て予選を経ずに出場。デビュー戦、第2戦では勝てなかったが、3回戦の林賞圭戦で半目差で初勝利。
6月、非公式戦だが、第7回国際囲碁春香選抜大会プロの部で、韓国女性棋士ランキング4位の呉侑珍九段を決勝で破って初優勝。
10月、韓国移籍後225日で100回目の公式試合を終え、66勝34敗で勝率66%。韓国女性棋士ランキング5位、全体ランキング131位となった。
12月、海成女子棋聖戦、プロ女流国手戦の2つの女子タイトル戦で決勝三番勝負に進出したが、獲得はならず。

#### 2025年
女子最高棋士決定戦では敗者決勝で崔精に敗れる。5月開幕の第30回LG杯朝鮮日報棋王戦にワイルドカードとして参戦。1回戦で過去優勝者の王立誠を撃破も2回戦で台湾の元八冠王許皓鋐九段に敗れる。

## 人物
目指す棋士は 井山裕太九段・朴廷桓九段、尊敬する棋士は井山裕太九段・藤沢里菜七段・謝依旻七段。
好きな食べ物は焼き肉・キムチチゲ。好きな教科は体育。
韓国の囲碁修業のなかで韓国語も話せるようになった。3歳から囲碁を学んで以来、毎日7 - 9時間を囲碁の勉強に費やすと語る。
愛称（ニックネーム）はレモン、スミレモン。

## エピソード
- プロ入り試験の対局をした張栩九段は「9歳でこれだけ打てるとは衝撃的だった」と語った[3]。
- 2019年（平成31年）1月12日に大阪府此花警察署の一日署長を務めた[74]。
- 2019年3月26日に行われた新入段者免状授与式は、通例は午前に始まりその後立食による懇親会になるが、仲邑菫のために午後1時から繰り下げて始まり、懇親会無しに早めに切り上げる異例の進行となった[75]。
- 大阪府警察の特殊詐欺防止のお年寄り向け呼びかけポスターのモデルに採用された[76]。
- プロデビュー戦である第29期竜星戦予選において、従来の大部屋の複数人での対局ではなく、記録係を置いて囲碁将棋チャンネルなどのテレビ生中継で特別対局室を作る形での異例のプロデビュー対局となった。その際には、海外メディアを含め約40社100人の報道陣も対局室に入り込んだ[77][78]。
- 2019年5月1日、東京ドームにて巨人・中日戦4回戦での始球式を令和改元記念セレモニーとして行なった[79][80]。
- 2019年5月21日、中国の北京にて開催された第4回夢百合杯世界囲碁オープン戦統合予選で国際棋戦デビューし、王晨星五段に敗れた。その際、他の対局会場とは別にインターネット中継された特別対局室が用意された[81][82][83]。そして、聶衛平九段は今回の棋戦に臨んだ仲邑菫の実力を称賛した[84]。同年10月10日主催者推薦枠により特別に当大会の本戦に出場したが、李軒豪七段に1回戦で敗れた。[85][86]
- 2022年3月に新聞の企画で将棋棋士の渡辺明と6子のハンデで対局し敗北した[87]。渡辺はこの対局により囲碁でアマ3段に認定された[87]。

## 主な成績

### 獲得タイトル
- 女流棋聖 1期（第26期）

### 良績
- 海成女流棋聖戦準優勝（2024）
- ハリム女流国手戦準優勝（2024）
- 女流名人戦 挑戦者（2022）
- 扇興杯 準優勝（2022）
- 棋聖戦 Cリーグ入り（2021）

### 非公式戦
- 国際囲碁春香選抜大会プロの部優勝（2024年）
- ディスカバリー杯 優勝（2022年）
- 女流ティーンエージャー棋士トーナメント戦 優勝（2021年）

## 記録
- 最年少入段（プロ入り）：10歳0か月（2019年）（当時）
- 最年少公式戦勝利：10歳4か月（第23期女流棋聖戦、2019年）（当時）
- 最年少棋戦本戦入り：10歳5か月（第23期女流棋聖戦、2019年）
- プロ入りからの最短本戦進出：4か月4日（同上）
- 最年少棋戦本戦勝利：11歳7か月（第24期女流棋聖戦、2020年）
- 最年少二段：12歳0か月（2021年）
- 最年少棋戦ベスト4：12歳1ヵ月（第8期女流立葵杯、2021年）
- 最年少棋聖戦Cリーグ入り：12歳2か月（第46期棋聖戦、2021年）
- 最年少タイトル戦挑戦手合出場：13歳1か月（第33期女流名人戦、2022年）
- 最年少100勝：13歳3か月（2022年）
- 年齢制限のない男女混合の世界戦で国内女性初勝利（2022三星火災杯世界囲碁マスターズ）
- 最年少タイトル獲得：13歳11か月（2023年 第26期女流棋聖戦）

## 表彰
- 棋道賞新人賞（2021年）
- 日本囲碁ジャーナリストクラブ賞（2019年）

## 年表
| - タイトル戦の欄の氏名は対戦相手。うち、色付きのマス目は獲得（奪取または防衛、あるいは優勝）。青色は挑戦者または失冠、あるいは準優勝。黄色はリーグ入り。 - 棋道賞は、最 : 最優秀棋士賞、 優 : 優秀棋士賞、 特別 : 特別賞、 率 : 勝率一位賞、 勝 : 最多勝利賞、 対 : 最多対局賞、 連 : 連勝賞、 国際 : 国際賞、 新人 : 新人賞、 哉 : 秀哉賞 - 賞金&対局料は、年度区切りではなく1月 - 12月の集計。単位は万円。緑は女流棋士1位。 |

|       | 女流棋聖       | 女流名人    | 女流立葵杯   | 扇興杯       | 女流本因坊   | 他棋戦   | 棋道賞 | 賞金 対局料 | 備考                   |
| ----- | -------------- | ----------- | ------------ | ------------ | ------------ | -------- | ------ | ----------- | ---------------------- |
| 1-2月 | 3月            | 6‐7月       | 7月          | 10‐11月      |              | 他棋戦   | 棋道賞 | 賞金 対局料 | 備考                   |
| 2020  | 本戦出場       | （休止）    |              | 本戦出場     |              | カマチ杯 |        |             |                        |
| 2020  | 本戦出場       | （休止）    |              | 本戦出場     |              |          |        |             |                        |
| 2021  | 本戦 ベスト8   |             | 本戦 ベスト4 | 本戦 ベスト8 | 本戦 ベスト8 |          | 新人   |             | 二段 棋聖戦Cリーグ入り |
| 2022  | 本戦 ベスト8   | 藤沢里菜 xx |              | 牛栄子 x     | 本戦 ベスト4 |          |        |             | 三段                   |
| 2023  | 上野愛咲美 xoo | リーグ 2位  | 本戦 ベスト4 | 本戦 ベスト8 | 本戦出場     |          |        | 1149(9位)   |                        |
| 2024  | 上野梨紗 oxx   | リーグ 2位  | ―            | ―            | ―            |          |        |             |                        |